# Futebol Clube do Porto 2019-2020
Questa pagina raccoglie i dati riguardanti il Futebol Clube do Porto nelle competizioni ufficiali della stagione 2019-2020.

## Maglie e sponsor
Per l'attuale stagione mara meo lo sponsor ufficiale del Porto e New Balance come fornitore.
| Casa | Trasferta |

## Rosa
In corsivo i calciatori ceduti durante la stagione 
| N. |                       | Ruolo | Calciatore        |
| -- | --------------------- | ----- | ----------------- |
| 1  | Spagna (bandiera)     | P     | Iker Casillas     |
| 2  | Portogallo (bandiera) | D     | Tomás Esteves     |
| 3  | Portogallo (bandiera) | D     | Pepe              |
| 4  | Portogallo (bandiera) | D     | Diogo Leite       |
| 5  | Spagna (bandiera)     | D     | Iván Marcano      |
| 6  | Portogallo (bandiera) | C     | Bruno Costa       |
| 7  | Colombia (bandiera)   | A     | Luis Díaz         |
| 8  | Portogallo (bandiera) | C     | Romário Baró      |
| 9  | Camerun (bandiera)    | A     | Vincent Aboubakar |
| 10 | Giappone (bandiera)   | C     | Shōya Nakajima    |
| 11 | Mali (bandiera)       | A     | Moussa Marega     |
| 13 | Brasile (bandiera)    | D     | Alex Telles       |
| 15 | Senegal (bandiera)    | C     | Loum N'Diaye      |
| 16 | Colombia (bandiera)   | C     | Mateus Uribe      |
| 17 | Messico (bandiera)    | A     | Jesús Corona      |

| N. |                         | Ruolo | Calciatore                |
| -- | ----------------------- | ----- | ------------------------- |
| 18 | Portogallo (bandiera)   | D     | Wilson Manafá             |
| 19 | RD del Congo (bandiera) | D     | Chancel Mbemba            |
| 20 | Capo Verde (bandiera)   | A     | Zé Luís                   |
| 22 | Portogallo (bandiera)   | C     | Danilo Pereira (capitano) |
| 24 | Argentina (bandiera)    | D     | Renzo Saravia             |
| 25 | Brasile (bandiera)      | C     | Otávio                    |
| 26 | Brasile (bandiera)      | P     | Vaná                      |
| 27 | Portogallo (bandiera)   | C     | Sérgio Oliveira           |
| 29 | Brasile (bandiera)      | A     | Tiquinho Soares           |
| 31 | Portogallo (bandiera)   | P     | Diogo Costa               |
| 32 | Argentina (bandiera)    | P     | Agustín Marchesín         |
| 49 | Portogallo (bandiera)   | A     | Fábio Silva               |
| 50 | Portogallo (bandiera)   | C     | Fábio Vieira              |
| 51 | Senegal (bandiera)      | P     | Mouhamed Mbaye            |
| 57 | Portogallo (bandiera)   | D     | João Mário                |
| 77 | Portogallo (bandiera)   | C     | Vitinha                   |

## Calciomercato

### Sessione estiva
| Acquisti         | Acquisti          | Acquisti          | Acquisti                     |
| R.               | Nome              | da                | Modalità                     |
| ---------------- | ----------------- | ----------------- | ---------------------------- |
| C                | Shōya Nakajima    | Al-Duhail         | definitivo (12 milioni €)    |
| A                | Zé Luís           | Spartak Mosca     | definitivo (10,75 milioni €) |
| C                | Mateus Uribe      | América           | definitivo (9,5 milioni €)   |
| P                | Agustín Marchesín | América           | definitivo (7,7 milioni €)   |
| C                | Loum N'Diaye      | Braga             | definitivo (7,5 milioni €)   |
| A                | Luis Díaz         | Atlético Junior   | definitivo (7,22 milioni)    |
| D                | Renzo Saravia     | Racing Club       | definitivo (5,5 milioni €)   |
| D                | Iván Marcano      | Roma              | definitivo (3 milioni €)     |
| Altre operazioni |                   |                   |                              |
| R.               | Nome              | da                | Modalità                     |
| C                | Sérgio Oliveira   | PAOK              | fine prestito                |
| A                | Majeed Waris      | Nantes            | fine prestito                |
| D                | Chidozie Awaziem  | Çaykur Rizespor   | fine prestito                |
| D                | Yordan Osorio     | Vitória Guimarães | fine prestito                |
| D                | Saidy Janko       | Nottingham Forest | fine prestito                |
| P                | José Sá           | Olympiacos        | fine prestito                |
| C                | Mikel Agu         | Vitória Setúbal   | fine prestito                |
| D                | Jorge Fernandes   | Tondela           | fine prestito                |
| P                | João Costa        | FC Cartagena      | fine prestito                |
| A                | Galeno            | Rio Ave           | fine prestito                |

| Cessioni         | Cessioni            | Cessioni              | Cessioni                    |
| R.               | Nome                | a                     | Modalità                    |
| ---------------- | ------------------- | --------------------- | --------------------------- |
| D                | Éder Militão        | Real Madrid           | definitivo (50 milioni €)   |
| D                | Felipe              | Atlético Madrid       | definitivo (20 milioni €)   |
| C                | Óliver Torres       | Siviglia              | definitivo (11 milioni €)   |
| A                | Galeno              | Braga                 | 'definitivo (3,5 milioni €) |
| P                | José Sá             | Olympiacos            | 'definitivo (2,5 milioni €) |
| D                | Yordan Osorio       | Zenit San Pietroburgo | prestito (1 milione €)      |
| C                | Héctor Herrera      | Atlético Madrid       | gratuito                    |
| A                | Yacine Brahimi      | Al-Rayyan             | gratuito                    |
| A                | Adrián López        | Osasuna               | gratuito                    |
| C                | Mikel Agu           | Vitória Guimarães     | gratuito                    |
| A                | Hernâni             | Levante               | gratuito                    |
| P                | João Costa          | Mirandés              | gratuito                    |
| D                | Chidozie Awaziem    | Leganés               | prestito                    |
| A                | Fernando Andrade    | Sivasspor             | prestito                    |
| A                | André Pereira       | Vitória Guimarães     | prestito                    |
| D                | Diogo Queirós       | R.E. Mouscron         | prestito                    |
| P                | Vaná                | Famalicão             | prestito                    |
| D                | Saidy Janko         | Young Boys            | prestito                    |
| D                | Jorge Fernandes     | Kasımpaşa             | prestito                    |
| Altre operazioni |                     |                       |                             |
| R.               | Nome                | a                     | Modalità                    |
| D                | Maximiliano Pereira |                       | pausa                       |
| P                | Fabiano             |                       | svincolato                  |
| D                | Loum N'Diaye        | Braga                 | fine prestito               |

### Sessione invernale
| Acquisti         | Acquisti         | Acquisti          | Acquisti         |
| R.               | Nome             | da                | Modalità         |
| Altre operazioni | Altre operazioni | Altre operazioni  | Altre operazioni |
| R.               | Nome             | da                | Modalità         |
| ---------------- | ---------------- | ----------------- | ---------------- |
| A                | André Pereira    | Vitória Guimarães | fine prestito    |

| Cessioni         | Cessioni      | Cessioni       | Cessioni |
| R.               | Nome          | a              | Modalità |
| ---------------- | ------------- | -------------- | -------- |
| A                | André Pereira | Real Saragozza | prestito |
| D                | Renzo Saravia | Internacional  | prestito |
| C                | Bruno Costa   | Portimonense   | n.d.     |
| Altre operazioni |               |                |          |
| R.               | Nome          | a              | Modalità |

## Risultati

### Champions League

#### Terzo turno di qualificazione
| Arbitro: | Tobias Stieler |

|  |           |                     |
|  | Marcatori | 89’ Sérgio Oliveira |

| Arbitro: | Marco Guida |

|                      |           |                                |
| Zé Luis 57’ Diaz 76’ | Marcatori | 3’ Vilhena 13’, 34’ Suleymanov |

### Europa League

#### Fase a gironi
| Arbitro: | Andris Treimanis |

|                |           |                  |
| Soares 8’, 29’ | Marcatori | 15’ (rig.) Nsame |

| Arbitro: | Sergej Karasëv |

|                            |           |  |
| Toornstra 49’ Karsdorp 80’ | Marcatori |  |

| Arbitro: | Nikola Dabanović |

|          |           |             |
| Díaz 36’ | Marcatori | 44’ Morelos |

| Arbitro: | Davide Massa |

|                       |           |  |
| Morelos 69’ Davis 73’ | Marcatori |  |

| Arbitro: | Tamás Bognár |

|              |           |                    |
| Fassnacht 6’ | Marcatori | 76’, 79’ Aboubakar |

| Arbitro: | Deniz Aytekin |

|                                        |           |                           |
| Díaz 14’ Malacia 16’ (aut.) Soares 34’ | Marcatori | 19’ Botteghin 22’ Larsson |

#### Fase ad eliminazione diretta
| Arbitro: | Slavko Vinčić |

|                               |           |          |
| Alario 29’ Havertz 57’ (rig.) | Marcatori | 73’ Díaz |

| Arbitro: | István Kovács |

|            |           |                                     |
| Marega 65’ | Marcatori | 10’ Alario 50’ Demirbay 58’ Havertz |

## Statistiche

### Statistiche di squadra
| Competizione     | Punti | In casa | In casa | In casa | In casa | In casa | In casa | In trasferta | In trasferta | In trasferta | In trasferta | In trasferta | In trasferta | Totale | Totale | Totale | Totale | Totale | Totale | DR  |
| Competizione     | Punti | G       | V       | N       | P       | Gf      | Gs      | G            | V            | N            | P            | Gf           | Gs           | G      | V      | N      | P      | Gf     | Gs     | DR  |
| ---------------- | ----- | ------- | ------- | ------- | ------- | ------- | ------- | ------------ | ------------ | ------------ | ------------ | ------------ | ------------ | ------ | ------ | ------ | ------ | ------ | ------ | --- |
| Primeira Liga    | 82    | 17      | 15      | 1       | 1       | 44      | 7       | 17           | 11           | 3            | 3            | 30           | 15           | 34     | 26     | 4      | 4      | 74     | 22     | +52 |
| Taça de Portugal |       | 4       | 4       | 0       | 0       | 10      | 1       | 2            | 1            | 1            | 0            | 6            | 1            | 7      | 6      | 1      | 0      | 18     | 3      | +15 |
| Taça da Liga     |       | 1       | 1       | 0       | 0       | 1       | 0       | 4            | 3            | 0            | 1            | 9            | 4            | 5      | 4      | 0      | 1      | 10     | 4      | +6  |
| Champions League |       | 1       | 0       | 0       | 1       | 2       | 3       | 1            | 1            | 0            | 0            | 1            | 0            | 2      | 1      | 0      | 1      | 3      | 3      | 0   |
| Europa League    |       | 4       | 2       | 1       | 1       | 7       | 7       | 4            | 1            | 0            | 3            | 3            | 7            | 8      | 3      | 1      | 4      | 10     | 14     | -4  |
| Totale           |       | 27      | 22      | 2       | 3       | 64      | 18      | 28           | 17           | 4            | 7            | 49           | 27           | 56     | 40     | 6      | 10     | 115    | 46     | +69 |

### Andamento in campionato
| Giornata  | 1  | 2 | 3 | 4 | 5 | 6 | 7 | 8 | 9 | 10 | 11 | 12 | 13 | 14 | 15 | 16 | 17 | 18 | 19 | 20 | 21 | 22 | 23 | 24 | 25 | 26 | 27 | 28 | 29 | 30 | 31 | 32 | 33 | 34 |
| --------- | -- | - | - | - | - | - | - | - | - | -- | -- | -- | -- | -- | -- | -- | -- | -- | -- | -- | -- | -- | -- | -- | -- | -- | -- | -- | -- | -- | -- | -- | -- | -- |
| Luogo     | T  | C | T | C | T | C | T | C | T | C  | T  | C  | T  | C  | T  | T  | C  | C  | T  | C  | T  | C  | T  | C  | T  | C  | T  | C  | T  | C  | T  | C  | C  | T  |
| Risultato | P  | V | V | V | V | V | V | V | N | V  | V  | V  | N  | V  | V  | V  | P  | V  | V  | V  | V  | V  | V  | N  | P  | V  | N  | V  | V  | V  | V  | V  | V  | P  |
| Posizione | 14 | 6 | 3 | 3 | 3 | 3 | 3 | 1 | 2 | 2  | 2  | 2  | 2  | 2  | 2  | 2  | 2  | 2  | 2  | 2  | 2  | 2  | 1  | 1  | 2  | 1  | 2  | 1  | 1  | 1  | 1  | 1  | 1  | 1  |

Legenda:

Luogo: C = Casa; T = Trasferta. Risultato: V = Vittoria; N = Pareggio; P = Sconfitta.